# The Chauffeur
«The Chauffeur» —en español: «El Chofer»— es el quinto sencillo, y la última canción del segundo álbum de la banda británica de new wave Duran Duran. La canción fue escrita por Simon Le Bon como poesía, varios años antes de que Rio comenzara a grabarse. Dos versiones diferentes de la canción fueron grabadas originalmente por Duran Duran, y la canción ha sido versionada por tres artistas principales. Dos videos musicales de la canción se han hecho en diferentes momentos, por diferentes directores. Inusualmente para la banda, el título de la canción no aparece en ninguna parte en la letra de la canción, pero el estribillo de la canción ha sido utilizado por Duran Duran como el título de un film de un recorrido de videos y un libro.

## Versiones de la Canción
1. "The Chauffeur" (5:22) - La versión estándar de la canción. Probablemente más conocida canción de Duran Duran sin haber sido lanzado como sencillo oficial.
2. "The Chauffeur (Blue Silver)" (3:48) -. Es una versión demo acústica de la canción que tiene sus únicas versiones oficiales como uno de los lados B en "Rio" y un lado B de "Come Undone" en 1994. Esta versión de la canción es casi dos minutos más corto que la versión final.

## Formatos y canciones
– Sencillo en 7": EMI / EMI 5295
1. «Rio» – 4:40
2. «The Chauffeur» (Blue Silver) – 3:48

 – CD
1. «Come Undone» (US Remix) – 4:20
2. Falling Angel – 3:54
3. «To the Shore» [versión alterna] – 4:03
4. «The Chauffeur» ["Blue Silver" version] – 3:50

- CD: Part of "Singles Box Set 1981-1985" boxset

1. «Rio» (Part 1) – 5:11
2. «The Chauffeur» (Blue Silver) – 3:48
3. «Rio» (Part 2) – 5:29
4. «My Own Way» [remix] – 4:34

## Otras apariciones
Álbumes:
- Duran Duran (1981)
- Decade (1989)
- Night Versions: The Essential Duran Duran (1998)
- Greatest (1998)
- Strange Behaviour (1999)
- Singles Box Set 1981-1985 (2003)
- Live from London (2006)

Sencillos:
- "Rio" (1993)
- "Come Undone" (1999)

## Personal
- Simon Le Bon - Voz
- Nick Rhodes - Teclados, sintetizadores
- John Taylor - Bajo
- Roger Taylor - Percusión
- Andy Taylor - Guitarra

Complementarios:
- Bob Lamb - Productor

## Versiones
- La banda de metal alternativo Deftones incluyó su versión de "The Chauffeur" en el álbum de rarezas y lados B B-Sides & Rarities. También apareció en la banda sonora de Resident Evil: apocalipsis y en un álbum tributo a Duran Duran.[1]
- El productor de música electrónica Sleepthief versionó la canción incluida en su álbum The Dawnseeker[2]
- La banda italiana de rock gótico The LoveCrave realizó su versión incluida en su álbum The Angel and the Rain en 2006.
- La banda británica de trip hop Sneaker Pimps grabó la versión de The Chauffeur para un álbum de varios artistas Meli-Melo
- Josh Gabriel Gabriel & Dresden grabaron su versión bajo el nombre Josh Gabriel Pres. Winter Kills - Winter Kills lanzado en junio de 2011.